# اضطهاد المثليين في ألمانيا النازية والهولوكوست

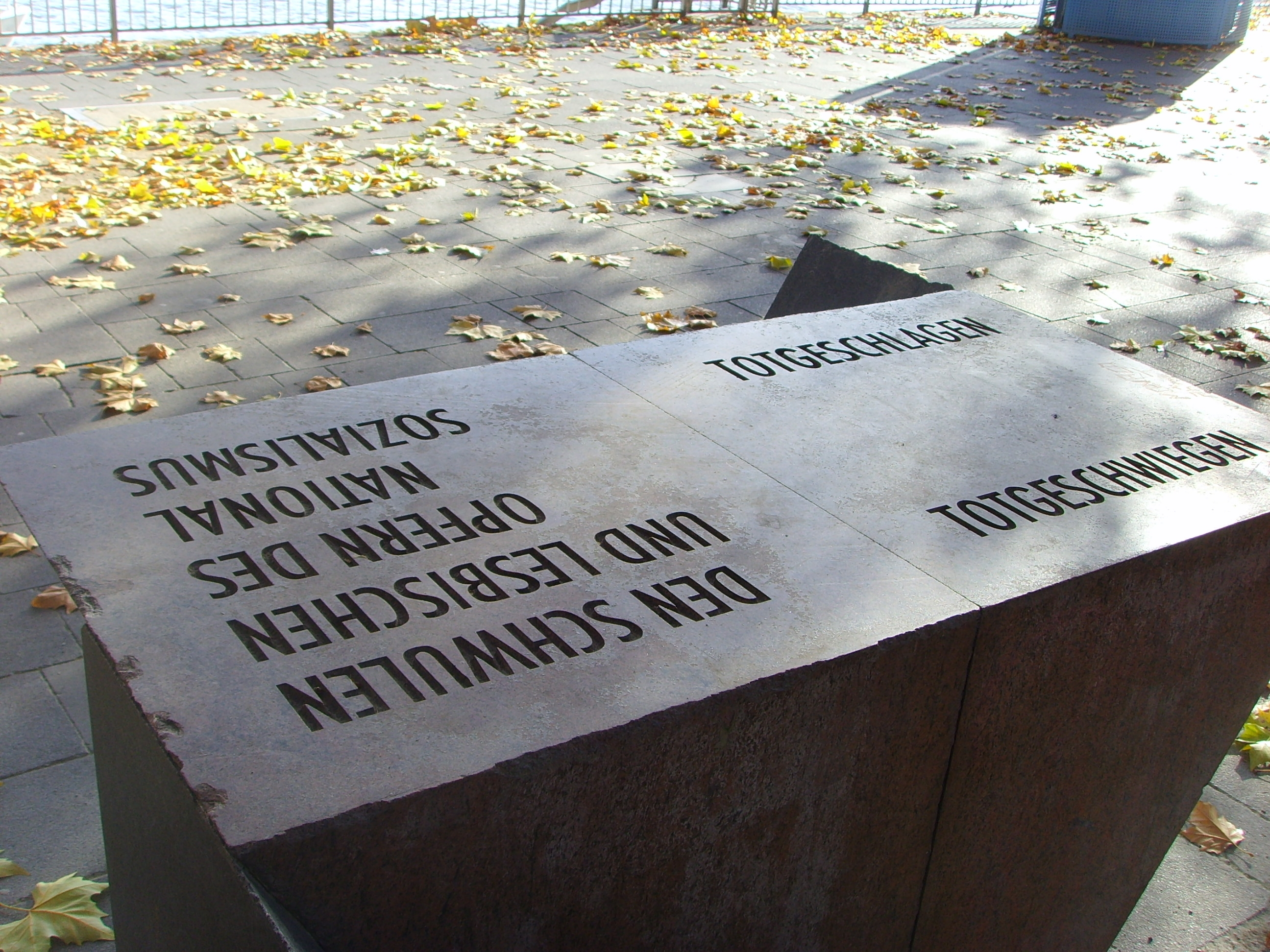
نصب تذكاري لضحايا الاشتراكية القومية النازية من المثليين والمثليات في كولونيا

كان كل من المثليين والمثليات عند صعود أدولف هتلر وحزب العمال الألماني الاشتراكي الوطني (الحزب النازي) في ألمانيا، من المجموعات العديدة التي استهدفها النازيون، وكانوا في نهاية المطاف من بين ضحايا المحرقة. حُظرت منظمات المثليين وأُحرقت الكتب العلمية حول المثلية الجنسية والجنسانية بشكل عام (مثل تلك الصادرة عن معهد العلوم الجنسية، التي يديرها منظّم حملات حقوق المثليين اليهودي ماغنوس هيرشفلد) اعتبارًا من عام 1933، وقُتل المثليون داخل الحزب النازي نفسه.
أصبح مجتمع المثليين النابض بالحياة في ألمانيا ذلك الوقت مكبوتًا بشدة، إذ جمعت الغيستابو قوائم المثليين جنسيًا، وأُرغموا إلى الامتثال جنسيًا لـ «المعيار الألماني». أُغلقت نوادي المثليين، إذ لم يعد مسموحًا للمثليين الاختلاط مع بعضهم البعض بشكل علني. تراجع المثليون في ألمانيا النازية عن القيام بالممارسات مثلية الجنس أو انخرطوا في علاقات غيرية لتغطية هوياتهم الحقيقية، في الوقت الذي هاجر فيه بعض الرجال المثليين الذين لم يُرسَلوا إلى المعسكرات إلى بر الأمان.
قُبض على ما يقدر بمئة ألف رجلٍ معروفين كمثليين جنسيا بين عامي 1933 و1945، وحوكم خمسون ألف شخصٍ منهم بشكل رسمي. جمعت الشرطة قائمةً من المشتبه بأنهم مثليين بعد تعذيب مثليين وإجبارهم على تحديد المثليين الآخرين. قضى معظم هؤلاء الرجال وقتًا في السجون النظامية، وكان ما يقدر بخمسة آلافٍ إلى خمسة عشر ألفًا من المحكوم عليهم، مسجونين في معسكرات الاعتقال النازية.
من غير الواضح كيف مات الذين تراوح عددهم من خمسة آلافٍ إلى خمسة عشر ألفًا في المعسكرات، لكن يعتقد الباحث الرائد روديغر لوتمان أنه يُحتمل أن وصل معدل وفيات المثليين في معسكرات الاعتقال إلى 60%. عانى المثليون جنسيًا في المخيمات درجة غير عادية من القسوة من قبل آسريهم، بما في ذلك استخدامهم في تمرين الرماية في ميادين الرماية. استُخدم مثليو الجنس أيضا كمادة للتجارب الطبية النازية، إذ حاول العلماء العثور على «علاجٍ» للمثلية الجنسية.
تشمل هذه التقديرات الأفراد الذين وقع الاختيار عليهم لميولهم الجنسية فقط، في الوقت الذي أُرسل فيه العديد من الأفراد الآخرين إلى المخيمات، بناءً على الخلفية الإثنية أو الدينية دون الحاجة إلى مبررات أخرى. أُجريت دراسة صغيرة لتقدير عدد المثليين اليهود الذين ماتوا في المخيمات.
لم تعترف معظم البلدان بمعاملة المثليين في معسكرات الاعتقال، بل أُعيد اعتقال بعض الرجال وسجنهم بناءً على أدلة عُثر عليها خلال سنوات ألمانيا النازية. لم تبدأ الحكومات في الاعتراف بهذا الجزء حتى ثمانينيات القرن العشرين، ولم تعتذر الحكومة الألمانية من مجتمع المثليين حتى عام 2002.
اعتمد البرلمان الأوروبي قرارًا بشأن المحرقة تضمن اضطهاد المثليين في عام 2005. كُلّف بإقامة نصب تذكارية حول العالم، بما في ذلك النصب التذكاري للمثليين الذين تعرضوا للاضطهاد من قبل النازيين في برلين، لإحياء ذكرى الضحايا المثليين في ألمانيا النازية. استعادت العديد من الحركات مثل مشروع الصمت يساوي الموت، رمز المثلث الوردي لدعم حقوق المثليين والوعي بالإيدز والقضايا ذات الصلة.

## تعريف المثلية الجنسية
كانت الخطوة القانونية الأولى تاريخيًا نحو الاضطهاد الأخير للمثليين في ظل النظام النازي في ألمانيا، هي الفقرة 175 من قانون العقوبات الجديد الذي مُرر بعد توحيد الولايات الألمانية لتصبح الإمبراطورية الألمانية في عام 1871. تنص الفقرة 175 على ما يلي: «يُعاقب على أي فعل جنسي غير طبيعي يُرتكب بين أشخاصٍ من الذكور أو من قبل بشرٍ مع حيوانات بالسجن، وقد يُفرض أيضًا خسارة الحقوق المدنية». فُسّر القانون بشكل مختلف في جميع أنحاء البلاد حتى صدور حكم من المحكمة في 23 أبريل 1880.
قضت محكمة الرايخ (محكمة العدل الإمبراطورية) بأن الفعل الجنسي المثلي الإجرامي يجب أن يشمل إما الجنس الشرجي أو الفموي أو المُفاخذة بين رجلين، واعتُبر أقل من ذلك أفعالًا غير مؤذية. وجدت قوات الشرطة الألمانية -إذ كان حفظ النظام مسؤولية حكومات الولايات حتى عام 1936- أن التفسير الجديد للفقرة 175 صعبٌ للغاية في إثباته للمحكمة إذ كان من الصعب العثور على شهود على هذه الأفعال. تفاوت تطبيق الفقرة 175 في بعض الأحيان، فقد شُنّت حملة كبيرة وغير مسبوقةٍ على المثليين جنسيًا مثلا، بعد قضية أولينبرغ-هاردن (1906-1909) أدت إلى ذعر أخلاقي من رهاب المثلية في ألمانيا.
تفاوت التطبيق أيضًا من منطقة إلى أخرى، إذ رفضت بروسيا تحت قيادة الاشتراكي الديمقراطي أوتو براون تطبيق الفقرة 175 من عام 1918 إلى عام 1932. لم ينتج عن تفسير الفقرة 175 سوى 500 حكم إدانة سنوي، بما أن الإدانات غالبًا ما كان عليها أن تثبت السلوك المثلي الذي حدث بالسر. يواجه المثليون جنسيًا على الرغم من ذلك وفي كثير من الأحيان أشكالًا أخرى من التهميش من المغنييّن أو المبتزّين، من خلال المقاضاة غير الرسمية.
عدّل وزير عدل الرايخ فرانز غورتنر (الذي لم يكن نازيًا في ذلك الوقت) الفقرة 175 بعد ليلة السكاكين الطويلة، بسبب ما اعتبرته حكومته ثغرات في القانون. أعلنت نسخة عام 1935 من الفقرة 175 أن أي «تعبير» عن المثلية الجنسية أصبح عملًا إجراميًّا. كان التغيير الأكثر أهميةً للقانون هو التغيّر من «فعل جنسي غير طبيعي يُرتكب بين أشخاص من الذكور» إلى «ذكر يرتكب جريمةً جنسيةً مع ذكر آخر».
وسّع ذلك نطاق القانون لاضطهاد الرجال المثليين. كان التقبيل، والاستمناء المتبادل، ورسائل الحب بين الرجال سببًا مشروعًا للاعتقال من قبل الشرطة. لا ينصّ القانون أبدًا على ماهية الجريمة الجنسية فعليًا، مما يجعلها عرضة للتفسير الذاتي. يخضع الرجال الذين مارسوا ما كان يُعرف بأنه لهوٌ غير مؤذي مع رجال آخرين للاعتقال بموجب القانون.
عُدّلت الفقرة 175 مع الفقرة 175 إيه التي وسعت الجرائم الجنائية المتعلقة بالمثلية الجنسية في عام 1935. وسّع هذا السلوك المثلي ليشمل الفحش الجنائي والذي يشمل أي أفعالٍ تتعارض مع «الأخلاق العامة» أو «إثارة الرغبات الجنسية في النفس أو عند الغرباء» ونتيجة لذلك، يمكن مقاضاة شخص بموجب الفقرة 175 إيه بتهمة النظر إلى رجل «بطريقةٍ مغرية».
قُبض على 230 رجلًا في لوبيك في يناير عام 1937، بموجب الفقرة 175 النازية الجديدة، وكان الألماني الشهير فريدريك-بول فون غوزتزهايم من بين المعتقلين، إذ قضى عشرة أشهرٍ في السجن، ثم أعيد اعتقاله في عام 1938 وأفرج عنه بشرط أن يُخصى. تعرض غوزتزهايم خلال فترة سجنه -مثل العديد من الرجال المثليين الآخرين- للتعذيب وسوء المعاملة، وقال إنه «ضُرب حتى النخاع» لأن «ظهره كان مُدمًى بالكامل». تعرض السجناء «للضرب حتى اعترافهم بأسماء». مُيّزت شارة غروزتزهايم في السجن بالحرف إيه والذي يشير في اللغة الألمانية إلى (المؤخرة اللعينة). 

## وصلات خارجية
- اضطهاد المثليين في الرايخ الثالث - على موقع متحف ذكرى الهولوكوست بالولايات المتحدة (بالعربية)